# Saint-Georges-de-Reneins
Saint-Georges-de-Reneins är en kommun i departementet Rhône i regionen Auvergne-Rhône-Alpes i östra Frankrike. Kommunen ligger i kantonen Belleville som tillhör arrondissementet Villefranche-sur-Saône. År 2022 hade Saint-Georges-de-Reneins 4 533 invånare.

## Befolkningsutveckling
Antalet invånare i kommunen Saint-Georges-de-Reneins
| Referens: INSEE |